# マクシミリアン・シュヴェードラー
マクシミリアン・シュヴェードラー（Maximilian Schwedler, 1853年3月31日 – 1940年1月16日）は、ドイツのフルート奏者。楽器の改良者としても知られる。

## 略歴
- ドレスデン音楽院で学んだ後、擲弾兵連隊（Grenadier Regiment）に入り、宮廷楽団のフリードリッヒ・マイネル（Friedrich Meinel）に師事。
- その後、バード・ヴァルムブルン（Bad Warmbrunn）、マイセン、ケーニヒスベルク、デュッセルドルフ等の劇場を経て、1881年～1917年までライプツィヒ・ゲヴァントハウス管弦楽団の首席フルート奏者を務めた。
- 1908年、カール・ライネッケからフルート協奏曲を献呈され、翌年1909年、同曲を初演した。
- 1908年～1933年までライプツィヒ音楽院で教鞭を執り、後継者カール・バートゥツァット（Carl Bartuzat）やエーリッヒ・リスト（Erich List）などを育てた。
- 1923年にはゲヴァントハウス管弦楽団から「名誉団員」の称号が贈られている。

## 楽器
シュヴェードラーは、当時ドイツでも普及し始めたベーム式フルートより、従来の円錐型フルートのほうが音色的優位性が高いと考え、エルフルトの楽器製作者フリードリッヒ・ヴィルヘルム・クルスペ（Friedrich Wilhelm Kruspe）とともにその改良に取り組み、1885年「シュヴェードラー＝クルスペ」（Schwedler-Kruspe）式のフルートを発表した。
翌1886年2月18日、自身の交響曲第4番のライプツィヒ初演（世界初演は前年のマイニンゲン）を聴いたブラームスは、シュヴェードラーのヴィルトゥオーゾ性とともに、彼の新たに開発した楽器から紡ぎ出される豊かな音色を絶賛したと伝えられている。またその後も、息子のカール・クルスペ（Carl Kruspe）やライプツィヒのモリッツ・マックス・メーニッヒ（Moritz Max Mönnig）らとともに楽器の改良は続けられた。

## 著作
- 1897年教本「Katechismus der Flöte und des Flötenspiels」（1910年と1923年の改訂版のタイトルは「Flöte und Flötenspiel」）を著すとともに、地元出版社の楽譜校訂を多く手がけた。